# Frédéric Ledroit
Frédéric Ledroit, né le 26 juin 1968 à Angoulême (Charente), est un compositeur, organiste et professeur de musique classique français.

## Biographie
Frédéric Ledroit étudie l'orgue et le piano au conservatoire d'Angoulême, puis il devient l'élève de Jean-Pierre Leguay au conservatoire national de région de Limoges et de Louis Robilliard au conservatoire national de région de Lyon où il remporte un premier prix d'orgue. Il étudie ensuite au Conservatoire national supérieur de musique de Lyon dans la classe de Xavier Darasse puis entre en classe de composition au conservatoire national de région de Bordeaux et dans la classe d'improvisation de Pierre Pincemaille.
En 2000, il succède à Paul Brunet comme titulaire des grandes orgues de la cathédrale Saint-Pierre d'Angoulême,. 
Il est également le directeur artistique du Festival international d'orgue en Charente,.
Auteur d'une soixantaine d'opus, Frédéric Ledroit accède à la musique sacrée par la composition en 2000 d'une Messe pour un siècle nouveau, en 2012 d'un Requiem, interprété pour la première fois à l'église de la Madeleine à Paris, puis en 2019 d'une Passion du Christ selon Saint-Jean,,.
Frédéric Ledroit est professeur de piano et d'orgue au Conservatoire du GrandAngoulême Gabriel Fauré.

## Décorations
- Officier de l'ordre des Arts et des Lettres Il est fait officier le 17 juillet 2015[10].

## Discographie
L'essentiel de la production discographique de Frédéric Ledroit a été éditée sous le label Skarbo.
- Rolin, Capdenat, Ledroit (CD Erol 7018-Orgues Poitou-Charentes, 1992-1994).
- Duruflé : L'Œuvre d'orgue (intégrale) (CD Skarbo 1974, 1998).
- Dupré, Langlais, Ledroit, Messiaen : Messe pour un siècle nouveau (CD Skarbo 2005, 2000).
- Des orgues en Charente (livre-CD Studio SM D 2832 SM 62, 2000).
- Bonnet : Œuvre complète, Volume 1 (CD Skarbo 1024, 2002).
- Dupré, Langlais, Ledroit, Peeters : Piano et Orgue (CD Skarbo DSK 4027, 2002).
- Bonnet : Les œuvres complètes pour orgue, Volume 2 (CD Skarbo DSK 1026, 2003).
- Bonnet : Les œuvres pour orgue, Volume 3 (CD Skarbo DSK 2038, 2004).
- Dupré, Franck, Ledroit, Lipatti : Duos pour piano et orgue (CD Skarbo DSK 4054, 2005).
- Langlais : Esquisses romanes et gothiques pour deux orgues, avec Jacques Kauffmann (CD Skarbo DSK 4053, 2006).
- Widor : Symphonies no 5 et 6 (CD Skarbo DSK 1051, 2006).
- Widor : Symphonies no 7 et 9 - Église de la Madeleine Paris (CD Skarbo DSK 1076, 2007).
- Barber, Boëllmann, Gigout, Widor : Toccata Festiva (CD Skarbo DSK 4078, 2008).
- Widor : Symphonies no 2 et 4 (CD Skarbo DSK 1091, 2009).
- Widor : Symphonie no 8 (CD Skarbo DSK 1102, 2010).
- Ledroit : Requiem[11] (CD Skarbo DSK 2137, 2013).
- Ledroit : La Passion du Christ selon Saint-Jean[3] (CD Skarbo DSK 2194, 2019).